# Robert Lärk
Jens Robert Lärk, född 12 augusti 1977, är en svensk före detta fotbollsspelare (försvarare).
Lärk gick från Västerviks FF till Gais 1997, men spelade under sitt första år i Göteborg endast matcher med B-laget. Säsongen 1998 debuterade han i A-laget och gjorde 11 matcher (1 mål) för klubben i division II Västra Götaland. Efter att ha varit med och spelat upp Gais i division I 1999 lämnade han klubben för Torslanda IK, som tränades av den gamle gaisaren Lallo Fernandez. Inför säsongen 2002 gick Lärk till Smedby AIS.